# Chakapara
Chakapara é uma vila no distrito de Haora, no estado indiano de Bengala Ocidental.

## Geografia
Chakapara está localizada a 22° 38′ N, 88° 21′ L. Tem uma altitude média de 14 metros (45 pés).

## Demografia
Segundo o censo de 2001, Chakapara tinha uma população de 24 212 habitantes. Os indivíduos do sexo masculino constituem 52% da população e os do sexo feminino 48%. Chakapara tem uma taxa de literacia de 75%, superior à média nacional de 59,5%; a literacia no sexo masculino é de 79% e no sexo feminino é de 70%. 11% da população está abaixo dos 6 anos de idade.